# Anatolij Kim
Anatolij Andriejewicz Kim (ros. Анатолий Андреевич Ким; ur. 15 czerwca 1939 w Sergijewce) – rosyjski prozaik, dramaturg i tłumacz.

## Życiorys
Przodkowie Anatolija Kima emigrowali z Korei i osiedlili się w Rosji w połowie XIX wieku. W roku 1937 jego rodzice zostali zesłani do Kazachstanu, gdzie Anatolij się urodził, a w roku 1947 zostali przesiedleni na Sachalin.
Anatolij Kim studiował od roku 1957 w Moskiewskiej Wyższej Szkole Plastycznej im. 1905 roku. Dzięki zdobytemu wykształceniu często sam opracowywał graficznie swoje wydawnictwa. Pracował w różnych zawodach, m.in. jako operator dźwigu, w fabryce mebli, projektant form przemysłowych, wykładał w instytucie literackim i w południowokoreańskiej stolicy – Seulu. Od roku 1996 jest naczelnym redaktorem czasopisma „Jasnaja Polana”.
W roku 1971 ukończył korespondencyjnie studia w moskiewskim Instytucie Literackim im. Gorkiego.
Twórczość literacką rozpoczął od poezji, w roku 1973 ukazały się jego pierwsze opowiadania. W jego twórczości ważne miejsce zajmuje tematyka Dalekiego Wschodu i Sachalina. W roku 1979 przyjął chrześcijaństwo.
W roku 1978 został członkiem Związku Pisarzy ZSRR. Był członkiem kolegiów redakcyjnych wielu czasopism literackich.
Oprócz wierszy i powieści jest autorem sztuk teatralnych i scenariuszy filmowych. Tłumaczy na język rosyjski utwory pisarzy Kazachstanu.

## Wybrana twórczość[1]

### Powieści
- 1985 – Wiewiórka[2] (ros. Белка)
- 1989 – Ojciec - Las[3] (ros. Отец-Лес)
- 1992 – Posiołok kientawrow (ros. Посёлок кентавров)
- 1995 – Onlirija (ros. Онлирия)
- 1997 – Sbor gribow pod muzyku Bacha (ros. Сбор грибов под музыку Баха)
- 2000 – Blizniec (ros. Близнец)
- 2005 – Ostrow Iony (ros. Остров Ионы)
- 2006 – Arina (ros. Арина)
- 2013 – Radosti raja (ros. Радости рая)

### Nowele
- 1975 – Pokłon oduwancziku (ros. Поклон одуванчику)
- 1976 – Zbieracze ziół[4] (ros. Собиратели трав)
- 1977 – Słowicze echo[4] (ros. Соловьиное эхо)
- 1978 – Łukowoje pole (ros. Луковое поле)
- 1980 – Lotos[4] (ros. Лотос)
- 1981 – Niefritowyj pojas (ros. Нефритовый пояс)
- 1981 – Utopija Gurina (ros. Утопия Гурина)
- 1998 – Moje proszłoje (ros. Мое прошлое)
- 1998 – Stiena (Powiest niewidomok) (ros. Стена (Повесть невидимок))

| - 1973: - Szypownik Mioko (ros. Шиповник Мёко) - Akwariel (ros. Акварель) - Tie dalekije igry (ros. Те далекие игры) - 1974 – Miest' (ros. Месть) - 1975 – Niewiesta moria (ros. Невеста моря) - 1976: - Dżynnija (ros. Джинния) - Budiem krotkimi, kak dieti (ros. Будем кроткими, как дети) - Brodiagi Sachalina (ros. Бродяги Сахалина) - Siezonniki (ros. Сезонники) - Gruzin Zurab (ros. Грузин Зураб) - Wysokaja trawa (ros. Высокая трава) - Dietskije igry (ros. Детские игры) - Brat i siestra (ros. Брат и сестра) - Lesoruby (ros. Лесорубы) - Pczeła i cwietok (ros. Пчела и цветок) - Barbaris (ros. Барбарис) - Synowij sud (ros. Сыновий суд) - Ułybka lisicy (ros. Улыбка лисицы) - Dwienadcatyj (ros. Двенадцатый) - Sołdat i pastuszka (ros. Солдат и пастушка) - 1977: - Pławuczije ostrowa (ros. Плавучие острова) - Tielewizor w kletkie (ros. Телевизор в клетке) - 1978: - "Nowaja rieligija" (ros. «Новая религия») - Biełokamiennyje chramy (ros. Белокаменные храмы) - Wierziłowo (ros. Верзилово) - Dieti sołdata (ros. Дети солдата) - Dowierije (ros. Доверие) - Zabytaja stancyja (ros. Забытая станция) - Zwieno nieżnosti (ros. Звено нежности) - Każdyj dien' mimo Daszynoj gory (ros. Каждый день мимо Дашиной горы) - Krasnaja rakieta (ros. Красная ракета) - Cunami (ros. Цунами) - 1979 – Smutnaja wina (ros. Смутная вина) - 1981 – Kletka s tielewizorom (ros. Клетка с телевизором) - 1982: - Wospominanija o wojnie (ros. Воспоминания о войне) - Głaza biezdomnoj sobaki (ros. Глаза бездомной собаки) - Kazach wierchom (ros. Казах верхом) | - 1985: - Babka Dora (ros. Баба Дора) - Biełyje utki (ros. Белые утки) - Błagosłowienije kozy (ros. Благословение козы) - Bratja (ros. Братья) - W lesnoj storonie (ros. В лесной стороне) - Wkus tierna na rasswietie (ros. Вкус терна на рассвете) - Wrag (ros. Враг) - Dwa klucza na wieriewoczkie (ros. Два ключа на веревочке) - Dwojnaja zwiezda (ros. Двойная звезда) - Diagnoz (ros. Диагноз) - Diadia (ros. Дядя) - Żena kapitana (ros. Жена капитана) - Iwiszen' (ros. Ивишень) - Łoszadi (ros. Лошади) - Lubow' (ros. Любовь) - Mieżdu Bajdurom i Machoj (ros. Между Байдуром и Махой) - Mołnija w gorodie (ros. Молния в городе) - Mysz pjot mołoko (ros. Мышь пьёт молоко) - Nastia (ros. Настя) - Ochotnica (ros. Охотница) - Po czerniku (ros. По чернику) - Pod sienju oriechowych dieriewjew (ros. Под сенью ореховых деревьев) - Polot (ros. Полет) - Poslednieje pis'mo (ros. Последнее письмо) - Posledniaja nieżnost' (ros. Последняя нежность) - Prikluczenija mns (ros. Приключения мнс) - Smaguł (ros. Смагул) - Som (ros. Сом) - Starszyj brat (ros. Старший брат) - Tiotia (ros. Тетя) - Uczenije (ros. Учение) - Flejta (ros. Флейта) - Chunchuzy (ros. Хунхузы) - Szamachanskaja carica (ros. Шамаханская царица) - 1987: - Kogda cwietiet mindal (ros. Когда цветет миндаль) - Ostanowka w awgustie (ros. Остановка в августе) - 1988: - Kuz'mowoczka (ros. Кузьмовочка) - Fiedina izbuszka (ros. Федина избушка) - 1993 – Izwiestno tiebie odnomu (ros. Известно тебе одному) - 1994 – Kazak Dawlet (ros. Казак Давлет) - 1996: - Wieniera Sieulskaja (ros. Венера Сеульская) - Nad riekoju czisto (ros. Над рекою чисто) - 1997: - W obłakach (ros. В облаках) - Zapach Nieustrojewa (ros. Запах Неустроева) - Potomok kniaziej (ros. Потомок князей) - Ryba Simplicitas (ros. Рыба Simplicitas) - 1999 – Sobaczonka Oori (ros. Собачонка Оори) |  |

### Dramaty
- 1984 – Płacz kukuszki (ros. Плач кукушки)
- 1986 – Proszło dwiesti let (ros. Прошло двести лет)

### Eseje
- 1981 – O siebie kak czitatiel (ros. О себе как читатель)
- 2000 – Moj car' (ros. Мой царь)
- 2002:
  - Żołtyje chołmy Kazachstana (ros. Жёлтые холмы Казахстана)
  - Pojezd Pamiati (ros. Поезд Памяти)

### Scenariusze
- 1985 – Siestra moja Lusia (ros. Сестра моя Люся)
- 1988 – Wyjti iz lesa na polanu (ros. Выйти из леса на поляну)
- 1989 – Miest' (ros. Месть)